# Catagramma aegina
Catagramma aegina är en fjärilsart som beskrevs av Felder 1861. Catagramma aegina ingår i släktet Catagramma och familjen praktfjärilar. Inga underarter finns listade i Catalogue of Life.